# Helictotrichon cantabricum
Helictotrichon cantabricum là một loài thực vật có hoa trong họ Hòa thảo. Loài này được (Lag.) Gervais mô tả khoa học đầu tiên năm 1973.